# Rentgenometr D-08
Rentgenometr D-08 – polski przyrząd dozymetryczny, używany między innymi w ludowym Wojsku Polskim, przeznaczony do rozpoznawania skażeń promieniotwórczych.

## Charakterystyka przyrządu
Rentgenometr D-08 był pierwszym przyrządem dozymetrycznym produkcji polskiej, który znalazł zastosowanie w wojsku. Na początku lat 60. XX w. zastąpił on używany poprzednio Rentgenometr DP-1A. W okresie eksploatacji był dwukrotnie modernizowany. W ramach modernizacji zastosowano przetwornicę napięcia i tym sposobem wyeliminowano trzy różne typy baterii. Urządzenie montowano między innymi na samochodach Gaz-69rs. Pod koniec lat 60. XX w. sukcesywnie był zastępowany przez rentgenoradiometr DP-66.
Dane taktyczno-techniczne
- zakres pomiarowy – 0,1 do 300 R/h.
  - podzakresy:
    - 0,1 – 0,3 R/h,
    - 0,2 – 3 R/h,
    - 2 – 30 R/h,
    - 20 – 300 R/h,
- błąd pomiarowy – ±20%.
- masa urządzenia – 3,1 kg
- zakres pracy (temperatura) – +40 °C do –50 °C.